# Камоги
Камоги (англ. camogie) — спортивная игра, в которой участвуют исключительно женщины. Имеет тесную связь с ирландским хоккеем на траве (хёрлингом), в который играют исключительно мужчины.
Играют две команды. Для ударов по мячу играющие используют «каман» («camán») — клюшку из ясеня с плоским расширением на конце (на илл.).  Разрешается ловить мяч и пробежать с ним не более пяти шагов. Очки получают за попадание мячом в ворота противника, имеющие форму буквы «H». Попадание под перекладину «Н» приносит три очка, над перекладиной — одно очко.

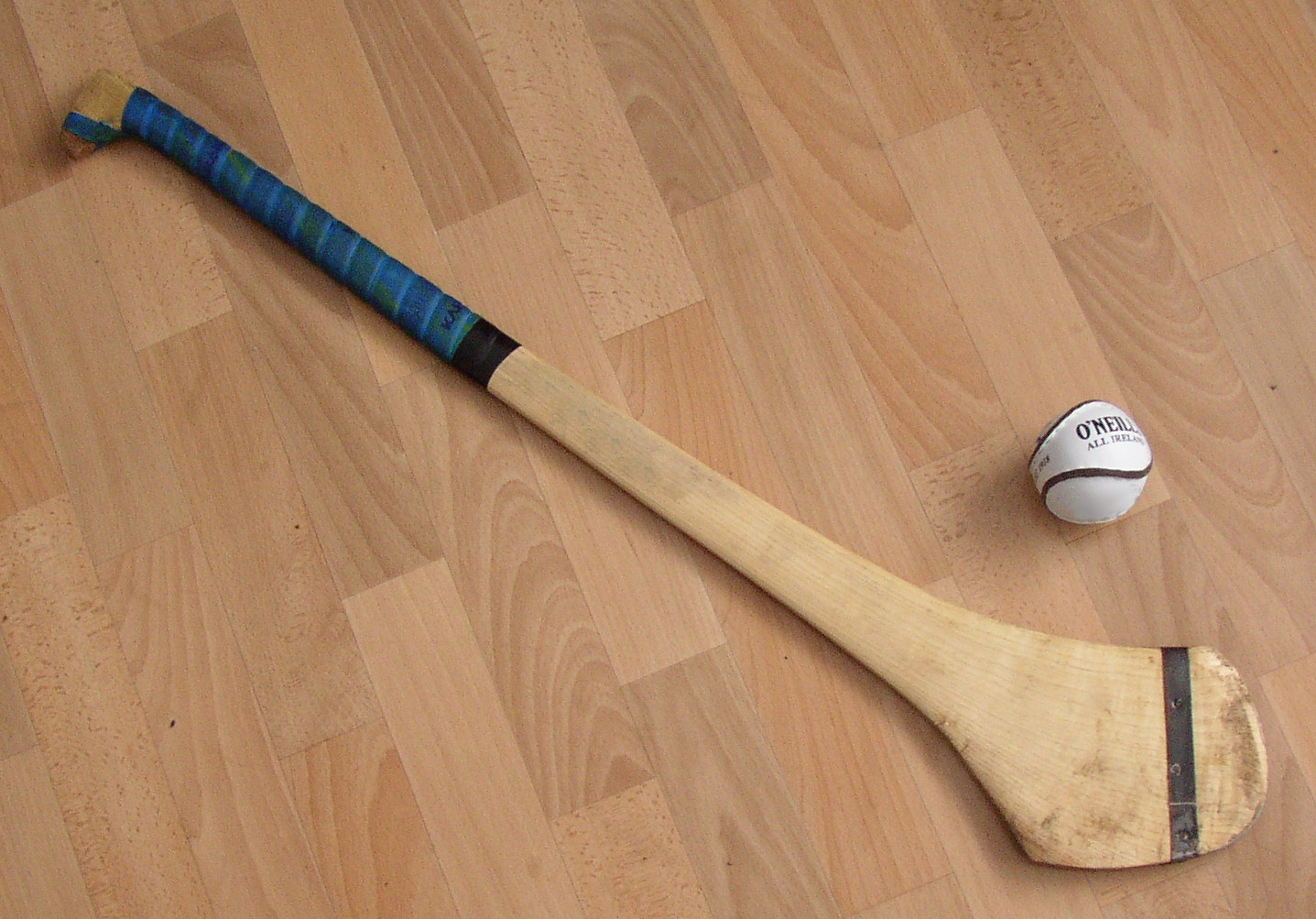
Каман

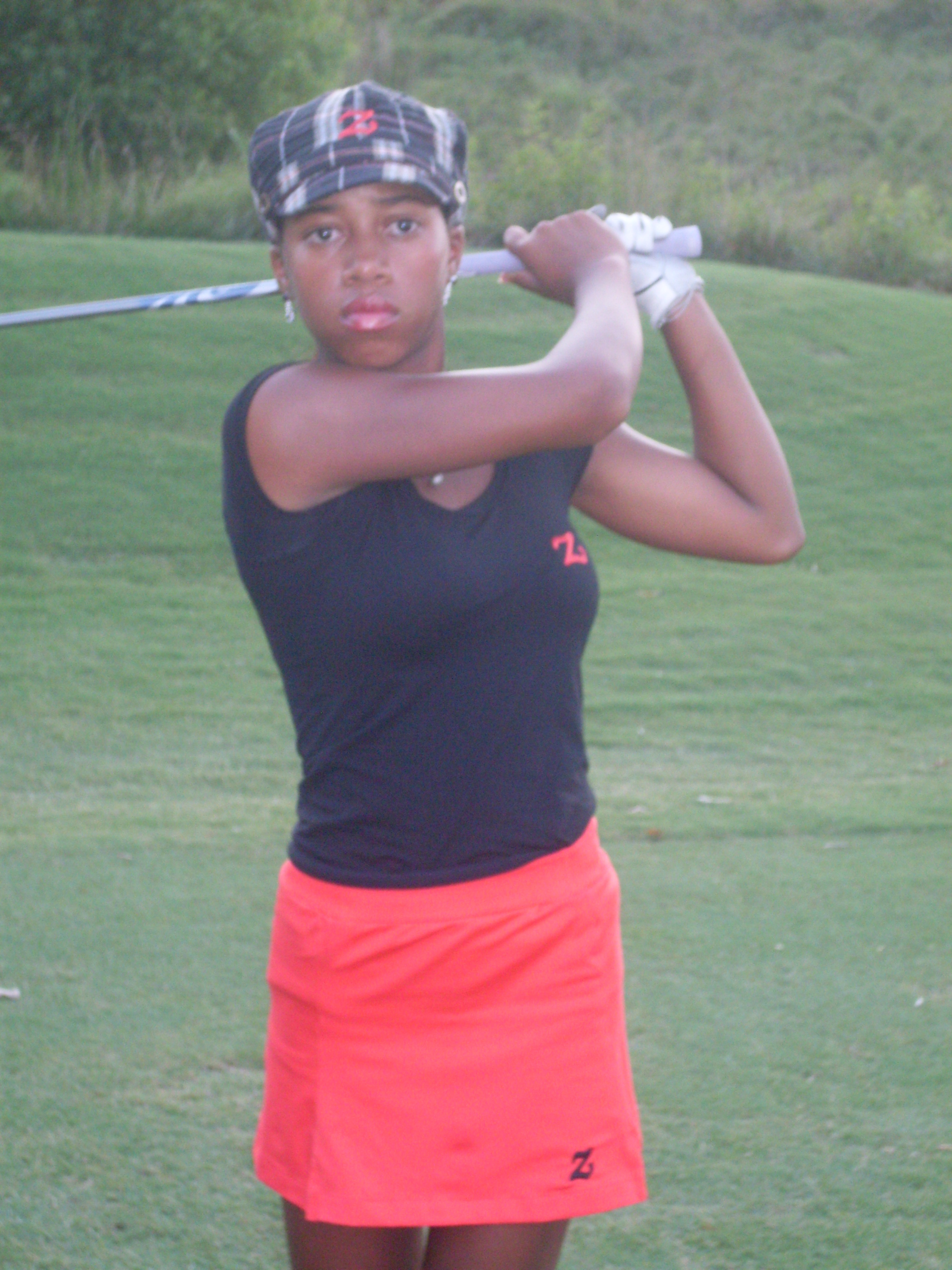
Скорт

Матчи проводятся на площадках длиной 130—145 метров и шириной 80—90 метров (немного больше, чем футбольное поле). Играющие традиционно одеты в корткие юбки — скорты (на илл.). В мае 2025 года впервые были допущены шорты. 
Камоги существует с 1904 г., в неё играют более 100 тысяч человек, состоящих в 550 клубах, преимущественно в Ирландии, но также в других странах Европы, Северной Америки, Азии и Австралии.
Ежегодный всеирландский чемпионат по камоги, в котором соревнуются команды из 32 графств Ирландии и зарубежные команды, привлекает около 35 тысяч зрителей, и его игры транслирует Ирландская национальная телевизионная компания.
Камоги в странах материковой Европы занимается The European County Board.